# がんばれ高知!!eco応援団
がんばれ高知!!eco応援団（ - こうち えこおうえんだん）は、テレビ高知で日曜 11:00 - 11:20に放送されている、環境問題をテーマとした情報番組である。

## 概要
地球環境問題に対する、高知県内の企業や自治体、人々の取り組みを取材する。前番組が2002年よさこい高知国体をテーマにしたものであったため、タイトルの「がんばれ高知」にその名残が残っている。
番組の性質上、一時期の番販を除き、高知県内ローカル番組であった。2008年4月からは県外の一部テレビ局でも放送されるようになったが、2009年10月以降は再びローカル番組に戻る。なお、他地域での放映はスポンサーの意向によるものとみられる。他県では15分番組として放送されていたが、20分番組として放送される高知県内バージョンとの差異は不明である。現在は番組の放送内容を、一定期間一部を除いて公式サイトで閲覧及び視聴可能である。

## 出演者
基本的にテレビ高知アナウンサー・リポーターが番組のリポーターを担当する。
- 平賀吏桜(2021年10月放送分から)
- 木岡真理奈（2020年4月～2021年9月放送分まで）
- 中元翔一（2019年7月7日～2020年3月29日）
- 古川なるみ（テレビ高知リポーター（当時・2020年9月30日まで）・2019年6月放送分まで）
- 竹村志麻
- 高曽根里恵
- 畠山園佳

## 過去の放送局
| 放送対象地域   | 放送局                   | 系列           | 放送日時           | 遅れ日数 |
| -------------- | ------------------------ | -------------- | ------------------ | -------- |
| 愛知県         | テレビ愛知（TVA）        | テレビ東京系列 | 土曜 6:45 - 7:00   | 13日遅れ |
| 大阪府         | テレビ大阪（TVO）        | テレビ東京系列 | 日曜 6:34 - 6:49   | 21日遅れ |
| 岡山県・香川県 | テレビせとうち（TSC）    | テレビ東京系列 | 木曜 14:40 - 14:55 | 不明     |
| 福岡県         | TVQ九州放送（TVQ）       | テレビ東京系列 | 土曜 6:45 - 7:00   | 不明     |
| 広島県         | 広島ホームテレビ（HOME） | テレビ朝日系列 | 日曜 5:35 - 5:50   | 21日遅れ |

- この時間帯にTBSが放送している『サンデージャポン』は、テレビ高知では2015年4月から時差ネットで放送開始。
- テレビ東京系列の6局中4局へネットされていた一方で、TBS系列局での放送実績はなし。過去にネットしていた局の放送地域にはTBS系列局がフルネット局として存在しているにもかかわらず（CBCテレビ・毎日放送・RSK山陽放送・RKB毎日放送・中国放送の5局が該当）、系列外での放送となっていた。